# Jon oksoniowy
Jony oksoniowe − dowolne indywidua molekularne posiadające trójwiązalny atom tlenu obdarzony ładunkiem dodatnim. Najprostszy jon oksoniowy powstający w wyniku protonowania cząsteczki wody to jon hydroniowy, który jednocześnie jest definiowany jako związek macierzysty dla podstawionych pochodnych. Znane są również większe agregaty np. kation Zundela i kation Eigena. Inne jony oksoniowe typu RR'C=O(+)H, spotykane często w chemii organicznej, powstają w wyniku protonowania grupy karbonylowej. Analogiczne jony typu RR'C=O(+)−R'' są związkami przejściowymi m.in. w reakcjach hydrolizy kwasowej acetali, ketali i ortoestrów. Jony oksoniowe typu RR'C=O(+)−R'' są stabilizowane rezonansem, w wyniku którego powstaje karbokation RR'C(+)−O−R'' (R, R', R'' – dowolna grupa alkilowa lub proton). Podobnie protonowaniu ulegać mogą alkohole oraz etery tworząc jony oksoniowe typu RO(+)H2 i RR'O(+)H.
| przykłady jonów oksoniowych | przykłady jonów oksoniowych | przykłady jonów oksoniowych | przykłady jonów oksoniowych | przykłady jonów oksoniowych                                                                   |
| --------------------------- | --------------------------- | --------------------------- | --------------------------- | --------------------------------------------------------------------------------------------- |
|                             |                             |                             |                             |                                                                                               |
| jon hydroniowy              | kation Zundela              | kation Eigena               | protonowany alkohol i eter  | protonowana lub alkilowana grupa karbonylowa (R, R', R'' – dowolna grupa alkilowa lub proton) |

Niektóre sole alkoksoniowe są stabilne i znalazły zastosowanie jako czynniki alkilujące. Przykładem jest tetrafluoroboran trimetylooksoniowy (Me3O+)(BF−4) występujący w postaci białego krystalicznego ciała stałego, stosowany jako czynnik metylujący np. w reakcji estryfikacji.